# Dance, Dance, Dance (canción)
«Dance, Dance, Dance» es una canción escrita por Brian Wilson, Carl Wilson y Mike Love para el grupo The Beach Boys. 

## Historia
En noviembre de 1969 el padre de los hermanos Wilson, Murry Wilson vendió los derechos de autor de las canciones de The Beach Boys de la editorial Sea of Tunes a Irving Almo por aproximadamente 700.000 dólares. En abril de 1992, después de que Brian Wilson había ganado un juicio y recuperara los derechos de autor de sus canciones, Mike Love presentó una demanda contra Brian reclamando que no lo habían acreditado en algunas de ellas, y por lo tanto no había recibido las regalías correspondientes en más de treinta de las canciones de la banda. Una de estas canciones era "Dance, Dance, Dance". La canción al principio fue acreditada únicamente a Brian Wilson. Mike Love ganó el juicio y por lo tanto de allí en más figura en los créditos junto a Wilson.

## Sencillo
"Dance, Dance, Dance" fue editado en sencillo en 1964, con "The Warmth of the Sun" en el lado B. El corte alcanzó el puesto n.º 8 en Estados Unidos y el n.º 24 en el Reino Unido. Si bien la canción fue mezclada en mono, existe una versión en estéreo que está en la compilación Hawthorne. Wilson Phillips grabó una versión para su álbum California. También hay una versión con la letra diferente que aparece en una de las reediciones en CD de Today! como bonustrack. Un detalle interesante a destacar es que la intro de la canción se hizo con una guitarra de doce cuerdas tocada por Carl Wilson, demostrando que ya The Beach Boys usaban antes la guitarra de doce cuerdas que The Byrds.

## Publicación
La canción primero apareció en el álbum The Beach Boys Today! de 1965, luego fue compilada en Best of The Beach Boys Vol. 3 de 1968, en The Very Best of The Beach Boys de 1983, en Made in U.S.A. de 1986, en Summer Dreams de 1990, en el exitoso box set Good Vibrations: Thirty Years of The Beach Boys 1993, en una compilación de 1999 The Greatest Hits - Volume 1: 20 Good Vibrations, en The Very Best of The Beach Boys y Hawthorne, CA ambos de 2001, en el exitoso compilado Sounds of Summer: The Very Best of The Beach Boys de 2003, en Platinum Collection: Sounds of Summer Edition de 2005, en el compilado de interpretaciones en vivo Songs from Here & Back de 2006 y en el box que junta todos los sencillos del grupo U.S. Singles Collection: The Capitol Years, 1962-1965 de 2008, en Fifty Big Ones: Greatest Hits de 2012 y en el box Made in California de 2013.

### Músicos
- Hal Blaine - Cascabel, triángulo, pandereta y castañas
- Glen Campbell - guitarra
- Steve Douglas - saxofón
- Carl Fortina - acordeón
- Al Jardine - guitarra y vocal
- Mike Love - voz principal
- Jay Migliori - saxofón barítono
- Ray Pohlman - bajo eléctrico
- Brian Wilson – bajo eléctrico y vocal
- Carl Wilson - Bajosexto, vocal
- Dennis Wilson - batería y vocal